# Josh Norman
Joshua R. Norman (geboren am 15. Dezember 1987 in Greenwood, South Carolina) ist ein ehemaliger US-amerikanischer American-Football-Spieler auf der Position des Cornerbacks. Er spielte College Football für die Coastal Carolina University, bevor er im NFL Draft 2012 von den Carolina Panthers ausgewählt wurde, für die er bis 2015 in der NFL spielte. Von 2016 bis 2019 stand er bei den Washington Redskins unter Vertrag. In der Saison 2020 spielte er für die Buffalo Bills, 2021 war er bei den San Francisco 49ers unter Vertrag. Zuletzt spielte Norman 2023 erneut für die Buffalo Bills.

## Frühe Jahre
Norman besuchte die Greenwood High School, wo er 2006 mit seinem Team die South Carolina State Championship gewann. Er war der einzige Spieler seines Teams, der sowohl in der Offense als auch in der Defense zum Einsatz kam. Er wurde zum All-State Spieler gewählt und durfte am All-Star-Game teilnehmen. Neben Football übte er zudem auch noch Basketball, Baseball und Leichtathletik aus. Trotz guter Leistungen an der Highschool erhielt er keine Angebote für Sportstipendien von Division-I-Universitäten.

## College
Norman besuchte zunächst das Horry Georgetown Tech College, bevor im nächsten Jahr 2008 die Chance erhielt, für die Coastal Carolina University zu spielen. In diesem Jahr kam er als Freshman in allen zwölf Spielen zum Einsatz, woraufhin er schließlich ein Stipendium erhielt. In der Spielzeit 2009 wurde er von Associated Press ins Third-Team All-American gewählt, nachdem er mit acht Interceptions den Ligarekord gebrochen hatte. 2011 wurde er von Sports Network zu den zehn besten Defensive Backs gewählt, und als Absolvent rangierte er auf den Bestenlisten von Coastal Carolina auf Platz zwei für Karriere-Interceptions (11) und verteidigte Pässe (23). Er machte seinen Universitätsabschluss in Kommunikation und Schauspielkunst.

## NFL

### Carolina Panthers
Obwohl Norman in seiner College-Karriere mehrfach ausgezeichnet wurde, galt er vor dem NFL Draft 2012 nur als Drittrunden-Pick, da er an einer kleinen Universität gespielt hatte, wo die Leistungsdichte und somit auch die Wettkampfqualität geringer ist. Er wurde erst als dritter Spieler der Coastal Carolina University überhaupt gedraftet, als ihn die Carolina Panthers in der fünften Runde als 143. Spieler auswählten. Norman unterschrieb einen Vierjahresvertrag über 2,3 Millionen US-Dollar und war von Beginn an Stammspieler neben Chris Gamble. Er kam in allen 16 Saisonspielen zum Einsatz und verbuchte gegen Chicago Bears Quarterback Jay Cutler am siebten Spieltag seine erste Interception. Obwohl er immer wieder sein Potential andeutete, hatte er mit dem Leistungssprung zur NFL zu kämpfen und war ab dem 14. Spieltag Auswechselspieler. Er beendete seine Rookie-Saison mit 73 Tackles, einer Interception und sieben verteidigten Pässen.
Obwohl er 2013 eine vielversprechende Preseason gespielt hatte, kam er nur in sieben Spielen zum Einsatz und war in fünf Spielen nicht Teil des Kaders, denn er fiel hinter den erfahreneren Captain Munnerlyn, Drayton Florence sowie Rookie Melvin White im Depth-Chart zurück. Ohne ihn entwickelte sich die Defensive der Panthers zur zweitbesten der NFL.
Vor der Saison 2014 verloren die Panthers die Cornerbacks Munnerlyn (an die Minnesota Vikings) und Florence (wurde entlassen). Dennoch galt Norman nicht automatisch als Startspieler neben White. Mit einer wiederum starken Preseason konnte er eine mögliche Entlassung verhindern und ging als Ersatzspieler in die Saison. Am achten Spieltag stand er erstmals wieder in der Startaufstellung und überzeugte mit starken Leistungen. Am Ende der Saison bewertete ihn Pro Football Focus in der Rangliste der besten Cornerbacks der NFL auf Rang 27. In dieser Saison ließ er nur 27 Passfänge über 291 Yards und 74 Yards nach dem Fang zu.
2015 machte Norman dort weiter, wo er 2014 aufgehört hatte, als die Panthers mit 15 Siegen bei einer Niederlage die NFL anführten. In den ersten vier Spielen gelangen ihm vier Interceptions, welche zu zwei Touchdowns führten. Nach 14 Spieltagen hatte er gegen die Top-Wide-Receiver DeAndre Hopkins, Mike Evans, T. Y. Hilton, Dez Bryant und Julio Jones nur neun Passfänge für insgesamt 89 Yards zugelassen. Am 15. Spieltag lieferte er sich ein hart umkämpftes Duell mit New York Giants Odell Beckham Jr., in dem er 30 Yards und einen Touchdown zuließ. Norman wurde für zwei persönliche Fouls bestraft, während Beckham drei beging und nach einem eingesprungenen Tackle in Normans Helm nachträglich für ein Spiel gesperrt wurde. Über die ganze Saison hinweg hatten gegnerische Quarterbacks, wenn sie auf den von Norman gedeckten Receiver warfen, ein Quarterback Rating von 54, was den niedrigsten Wert aller NFL Cornerbacks entsprach. In diesem Jahr wurde er zum ersten Mal in den Pro Bowl gewählt.
Nach der Saison wurde er aufgrund seines auslaufenden Vertrages von den Panthers mit dem Franchise Tag belegt. Am 20. April 2016 wurde dies überraschenderweise rückgängig gemacht, da sie sich mit Norman nicht auf einen neuen Langzeitvertrag einigen konnten. Somit war er plötzlich Free Agent, und er konnte ab sofort mit anderen Vereinen verhandeln.

### Washington Redskins
Am 22. April 2016 unterzeichnete Norman bei den Washington Redskins einen Fünfjahresvertrag über 75 Millionen US-Dollar, was ihn zum bestbezahlten Cornerback der gesamten Liga machte. Nach Woche 11 der Saison 2019 wurde er auf die Bank versetzt und nach Saisonende entlassen.

### Buffalo Bills
Am 9. März 2020 einigte sich Norman auf einen Einjahresvertrag über sechs Millionen Dollar, die durch Bonuszahlungen auf bis zu acht Millionen Dollar ansteigen können, bei den Buffalo Bills. In Woche 5 sorgte ein Stiff Arm von Derrick Henry gegen Norman für Aufsehen, der ihn zum Gegenstand zahlreicher Memes machte.
Mit den Bills erreichte er die Playoffs, wo sie erst im Championship Game mit 24-38 an den Kansas City Chiefs scheiterten.

### San Francisco 49ers
Am 6. September 2021 unterschrieb er einen Einjahresvertrag bei den San Francisco 49ers. Mit den 49ers erreichte er das NFC Championship Game, welches sie mit 17:20 gegen die Los Angeles Rams verloren.

### Rückkehr zu den Carolina Panthers
Norman spielte den Großteil der Saison 2022 nicht und arbeitete in einem Coffeeshop, den er in Atlanta eröffnet hatte, als Barista. Nach dem verletzungsbedingten Ausfall von Jaycee Horn schloss er sich vor dem 17. Spieltag dem Practice Squad der Carolina Panthers an, die sich noch im Kampf um die Play-offs befanden.

### Buffalo Bills
Am 10. Oktober 2023 nahmen die Buffalo Bills Norman für ihren Practice Squad unter Vertrag. Er kam in vier Spielen zum Einsatz.